# Jakobshorn
Jakobshorn är en bergstopp i Schweiz.   Den ligger i regionen Prättigau/Davos och kantonen Graubünden, i den östra delen av landet, 180 km öster om huvudstaden Bern. Toppen på Jakobshorn är 2 590 meter över havet, eller 54 meter över den omgivande terrängen. Bredden vid basen är 0,16 km.
Terrängen runt Jakobshorn är huvudsakligen bergig. Närmaste större samhälle är Davos, 3,7 km norr om Jakobshorn. 
I omgivningarna runt Jakobshorn växer i huvudsak blandskog. Runt Jakobshorn är det ganska glesbefolkat, med 40 invånare per kvadratkilometer.